# Tanzânia nos Jogos Olímpicos de Verão de 1988
A Tanzânia participou dos Jogos Olímpicos de Verão de 1988 em Seul, na Coreia do Sul. Foi a sexta participação do país em Jogos Olímpicos de Verão.